# Kharséiev
Kharséiev (en rus: Харсеев) és un poble (un khútor) de l'óblast de Rostov, a Rússia, que en el cens del 2010 tenia 69 habitants, pertany al districte de Dubóvskoie.